# 梁丽萍
梁丽萍（1966年—），汉族，中华人民共和国政治人物、第十一届全国政协委员。
加入中国民主同盟，担任民盟山西省委常委、山西大学国家大学生文化素质教育基地主任。2008年，当选第十一届全国政协委员，代表中华全国青年联合会，分入第十六组。2018年1月，当选第十三届全国政协委员。